# Shinichi Ishihara
Shinichi Ishihara (石原 慎一, Ishihara Shin'ichi, nascido em 26 de maio de 1960 em Kōfu) é um cantor, ator, dublador, roteirista e diretor japonês. Ele é famoso por cantar os temas de Guyver, Kamen Rider Agito e Kyuukyuu Sentai GoGo-V, entre outras. Também gravou várias músicas para Dragon Ball Z e para a série de tokusatsu Juukou B-Fighter.

## Carreira
Atuou nos musicais O Pequeno Príncipe, em 1995; e Rent, onde interpretou Tom Collins, em 1998.
Ishihara teve uma longa carreira, fazendo músicas para animes, séries de tokusatsu, e até comerciais de televisão; se apresentou em musicais e tem uma extensa discografia solo. No total, foram mais de 10.000 gravações. Sua estreia como cantor foi com músicas para a Tokyo Disneyland em 1983, quando participava de um grupo infantil chamado The Kids of The Kingdom, eles se apresentavam num show chamado The Best of Disney. Ishihara hoje dirige dublagens de canções adaptadas para o japonês de filmes da Disney, além de ter dublado personagens de filmes do estúdio.
Ishihara foi um dos primeiros alunos do Nihon Narration Engi Kenkyuujo (algo como "Instituto de Narração do Japão"), e fez parte de um grupo fundado pelo dublador Shigeru Chiba, chamado "Burstman", por 16 anos.
Em 2003, cantou músicas para comerciais do projeto de construção de um prédio de apartamentos chamado East Garden em sua cidade natal. Ele acabou por trabalhar com outras empresas de construção.
Se apresentou no Brasil, pela primeira vez, na Anime Friends em 2009. Ele retornou ao evento em 2010, 2013 e 2024.
Atualmente, leciona na Senzoku Gakuen College of Music como instrutor de canto e treinador vocal.
Em 2014, fez a voz do personagem Rei Louie, em Mogli, o Menino Lobo.
Em 2024, aproveitando seu retorno ao Brasil para participar da Anime Friends, gravou "The Ishihara Experience", um medley de suas músicas com o projeto AnisonLab, de Ricardo Cruz e Lucas Araújo. O projeto ainda contou com participação de Larissa Tassi.
Em 2025, atuou no musical baseado em Bonnie and Clyde.